# Campeonato Cearense 1977
In 1977 werd het 63ste Campeonato Cearense gespeeld voor clubs uit Braziliaanse staat Ceará. De competitie werd georganiseerd door de FCF en werd gespeeld van 13 februari tot 2 oktober. Ceará werd kampioen. 

## Eerste toernooi
| Plaats | Club                | Wed. | W  | G | V  | Saldo | Ptn. |
| ------ | ------------------- | ---- | -- | - | -- | ----- | ---- |
| 1.     | Ceará               | 18   | 14 | 4 | 0  | 34:4  | 32   |
| 2.     | Fortaleza           | 18   | 12 | 5 | 1  | 35:6  | 29   |
| 3.     | Ferroviário         | 18   | 7  | 7 | 4  | 25:17 | 21   |
| 4.     | Guarany de Sobral   | 18   | 5  | 7 | 6  | 19:22 | 17   |
| 5.     | Icasa               | 18   | 6  | 4 | 8  | 14:17 | 16   |
| 6.     | Guarani de Juazeiro | 18   | 4  | 8 | 6  | 15:20 | 16   |
| 7.     | Tiradentes          | 18   | 5  | 5 | 8  | 26:25 | 15   |
| 8.     | Quixadá             | 18   | 5  | 4 | 9  | 21:24 | 14   |
| 9.     | América             | 18   | 5  | 4 | 9  | 16:30 | 14   |
| 10.    | Calouros do Ar      | 18   | 2  | 2 | 14 | 11:51 | 6    |

|  | Geplaatst voor finale                  |
|  | Uitgeschakeld voor het tweede toernooi |

## Tweede toernooi
| Plaats | Club                | Wed. | W  | G | V  | Saldo | Ptn. |
| ------ | ------------------- | ---- | -- | - | -- | ----- | ---- |
| 1.     | Ceará               | 14   | 10 | 2 | 2  | 25:9  | 22   |
| 2.     | Fortaleza           | 14   | 9  | 2 | 3  | 28:8  | 20   |
| 3.     | Ferroviário         | 14   | 8  | 3 | 3  | 24:16 | 19   |
| 4.     | Guarany de Sobral   | 14   | 6  | 2 | 6  | 23:17 | 14   |
| 5.     | Icasa               | 14   | 5  | 4 | 5  | 10:10 | 14   |
| 6.     | Guarani de Juazeiro | 14   | 5  | 3 | 6  | 14:24 | 13   |
| 7.     | Tiradentes          | 14   | 3  | 3 | 8  | 13:20 | 9    |
| 8.     | Quixadá             | 14   | 0  | 1 | 13 | 3:36  | 1    |

|  | Geplaatst voor finale                 |
|  | Uitgeschakeld voor het derde toernooi |

## Derde toernooi
| Plaats | Club                | Wed. | W | G | V | Saldo | Ptn. |
| ------ | ------------------- | ---- | - | - | - | ----- | ---- |
| 1.     | Fortaleza           | 10   | 8 | 1 | 1 | 20:8  | 17   |
| 2.     | Ceará               | 10   | 6 | 1 | 3 | 22:8  | 13   |
| 3.     | Icasa               | 10   | 2 | 5 | 3 | 10:16 | 9    |
| 4.     | Ferroviário         | 10   | 3 | 2 | 5 | 10:16 | 8    |
| 5.     | Guarany de Sobral   | 10   | 2 | 3 | 5 | 8:9   | 7    |
| 6.     | Guarani de Juazeiro | 10   | 2 | 2 | 6 | 7:20  | 6    |

|  | Geplaatst voor finale |

## Finale
Ceará had aan een gelijkspel genoeg voor de titel omdat het twee toernooien gewonnen had en Fortaleza slechts een.
|                  |       |       |           |  |
| 2 oktober Finale | Ceará | 0 – 0 | Fortaleza |  |
| 2 oktober Finale |       |       |           |  |

### Kampioen
| Campeonato Cearense de 1977 |
| Ceará                       |
| --------------------------- |
| CEARÁ Kampioen (24° titel)  |